# Kedungjati (Kedungjati)
Kedungjati is een bestuurslaag in het regentschap Grobogan van de provincie Midden-Java, Indonesië. Kedungjati telt 5431 inwoners (volkstelling 2010).